# Wigilia
Wigilia (phát âm tiếng Ba Lan: [viˈɡilʲa]) là bữa ăn tối lễ Giáng sinh truyền thống ở Ba Lan, được tổ chức vào ngày 24 tháng 12. Thuật ngữ này thường được áp dụng cho toàn bộ đêm Giáng sinh, kéo dài hơn nữa đến Pasterka - Thánh lễ nửa đêm, được tổ chức tại các nhà thờ Công giáo La Mã trên khắp Ba Lan và trong các cộng đồng người Ba Lan trên toàn thế giới vào lúc trước hoặc lúc nửa đêm. Phong tục này đôi khi được gọi là "wieczerza" hoặc "wieczerza wigilijna", theo tiếng Ba Lan cổ có nghĩa là trở lại buổi tối, liên kết với các nghi lễ nhà thờ sau này, Vespers là từ tiếng Latin.
Từ Wigilia có nguồn gốc từ tiếng Latinh vigil. Bữa tiệc liên quan diễn ra sau một ngày ăn kiêng và theo truyền thống bắt đầu một khi Ngôi sao đầu tiên được nhìn thấy. Giáng sinh đôi khi cũng được gọi là "Gwiazdka", "ngôi sao nhỏ".

## Truyền thống và phong tục

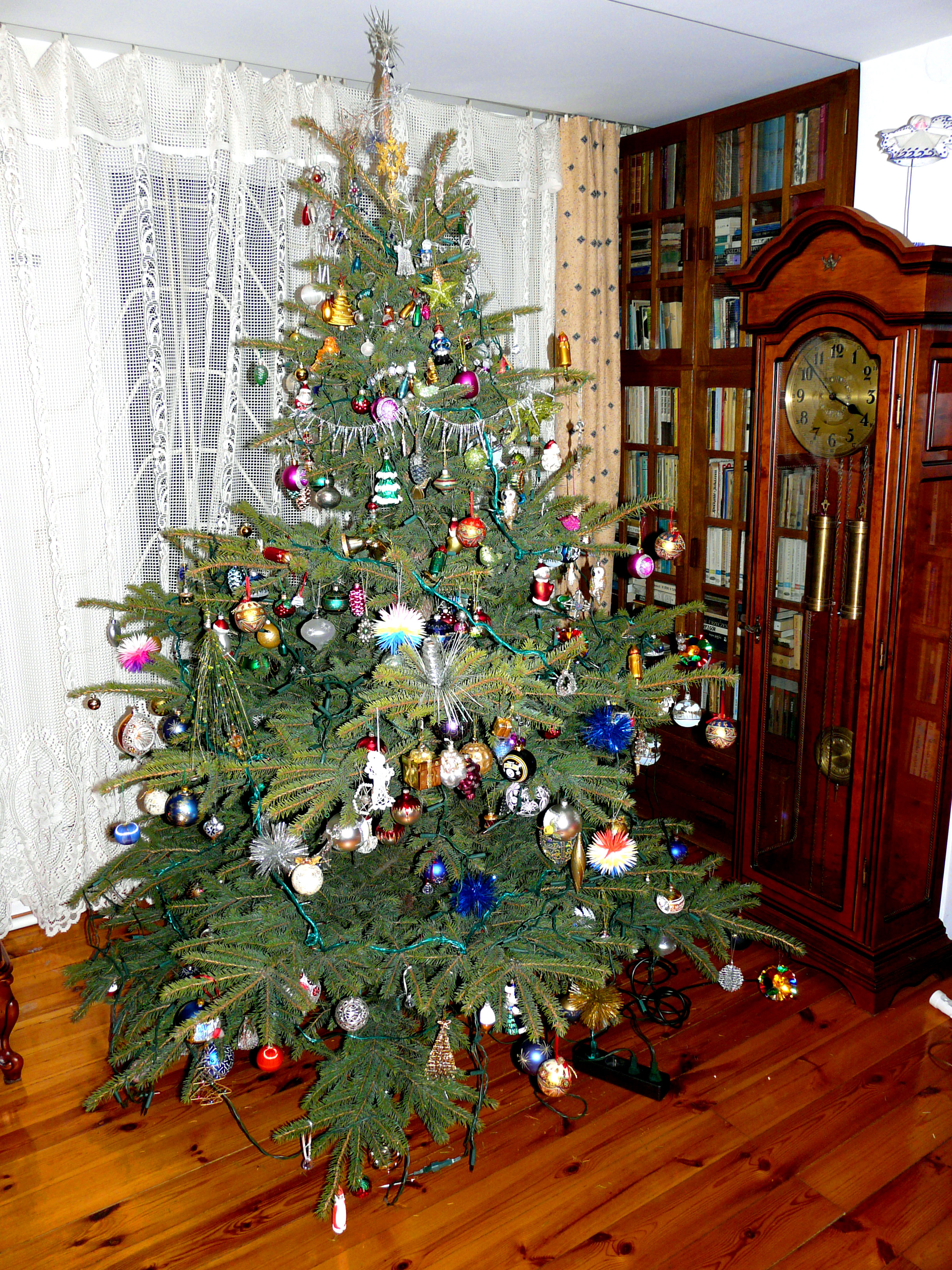
Cây Giáng sinh trong một ngôi nhà Ba Lan

Trẻ em thường trang trí cây thông Noel. Đôi khi một ít cỏ khô được đặt dưới khăn trải bàn của bàn ăn để tượng trưng cho sự ra đời của Chúa Giêsu trong máng cỏ. Một truyền thống cũ nói rằng khi trẻ em tinh nghịch gỡ một mẩu rơm ra khỏi khăn trải bàn, màu sắc của nó có ý nghĩa: Màu xanh lá cây biểu thị sự giàu có hoặc có thể là một cuộc hôn nhân, trong khi màu đen làm xui xẻo cả năm.
Một truyền thống khác, là tạo thêm một vị trí cho "vị khách bất ngờ", để tôn vinh lòng hiếu khách. Bữa tiệc bắt đầu với Grace và phá vỡ "wafer Giáng sinh" opłatek - để tượng trưng cho món quà bánh mì hàng ngày và chúc nhau những lời chúc cho năm tới. Ở nước này, người ta thường dùng chung một chiếc wafer (màu hồng) đặc biệt với gia súc và chó và mèo vì những con vật trong gia đình sẽ được đối xử với sự tôn kính đặc biệt vào ngày hôm đó, để tôn vinh những con vật trong chuồng ngựa Bethlehem. Có một niềm tin rằng vào nửa đêm, chúng đã được ban cho sức mạnh của lời nói của con người.

### Bữa ăn tối Wigilia

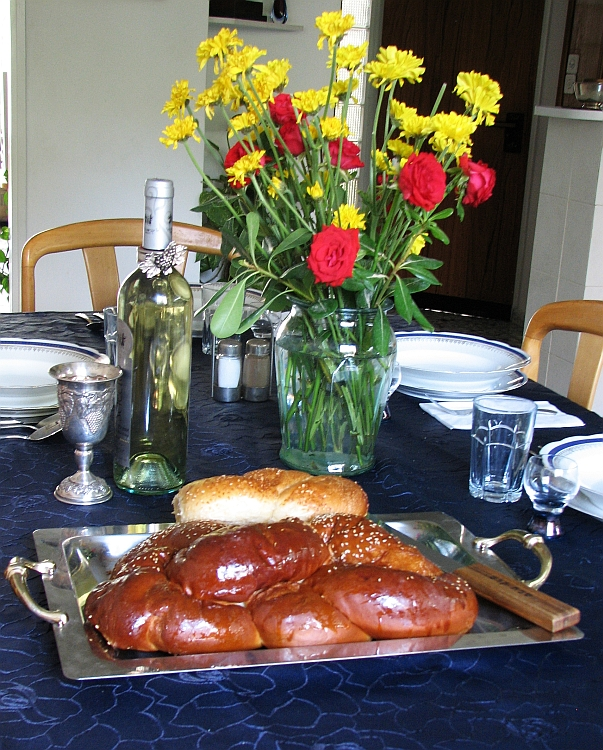
Bánh mì được sử dụng trên khắp Wigilia đã được mượn từ Shabbat, đặc biệt là challah (tiếng Ba Lan: chałka)

Một bữa tối đêm Giáng sinh không bao gồm thịt, vì cần phải <i id="mwNQ">kiêng</i> và nên bao gồm mười hai món ăn riêng biệt để tưởng nhớ mười hai sứ đồ. Nó bắt đầu với một súp, hoặc Borscht với Uszka (tortellini), hoặc nước dùng nấm (grzybowa), tiếp theo là cá trích trong các hình thức khác nhau. Cá cung cấp món ăn chính của bữa tiệc đêm Giáng sinh trên khắp Ba Lan. Có các biến thể của phi lê cá chép, cá chép đông, cá gefilte (cá chép kiểu Do Thái), với hành tây, cà rốt, hạnh nhân và nho khô. Các món ăn kèm bao gồm bắp cải, nấu chín đỏ hoặc Sauerkraut với salad táo. Bánh mì phục vụ trong bữa ăn thường là Challah, chắc chắn được mượn từ những người đồng hương Do Thái hàng thế kỷ của Ba Lan. Sau đó là một loạt các món tráng miệng, trong đó có trái cây khô compote, tiếp theo là bánh: bánh anh túc, babka, makowiec, và các món ngon khác như đồ trang trí Giáng sinh ăn được. Biến thể trong vùng bao gồm, súp lúa mạch đen chua Zurek, siemieniotka (ở Silesia), Kulebiak, pierogi đầy pho mát và khoai tây như nấm và bắp cải, nhồi bắp cải với nấm và gạo, gołąbki (cuộn bắp cải), kluski với hạt anh túc, và makówki (ở Silesia). Có một niềm tin rằng bất cứ điều gì xảy ra lúc Wigilia đều ảnh hưởng đến năm tới; nếu một cuộc cãi vã sẽ xảy ra, nó báo trước một năm gây gổ và rắc rối. Theo truyền thống, một địa điểm phụ được đặt trên bàn cho một "vị khách không mời".

#### Thánh lễ Shepherd
Một số gia đình cũng như những người thờ phụng cá nhân tham dự thánh lễ nửa đêm truyền thống/Thánh lễ Shepherd pasterka), nơi những bài hát mừng Giáng sinh cũng được hát.
Một phần quan trọng của lễ hội Wigilia là mở quà. Sau khi mọi người ăn tối xong, bọn trẻ thường mở quà và phát quà cho người lớn từ dưới gốc cây. Những người tặng quà trong truyền thống Ba Lan là "Święty Mikołaj" - Saint Nicolas, "Aniołek", một thiên thần, "Gwiazdka", một ngôi sao - đối tác nữ của Saint Nicholas - hoặc Gwiazdor (nam tính), hoặc là một truyền thống của Pagan đại diện cho ngôi sao nhỏ của Bêlem. Theo truyền thống, Thánh Nicholas đã từng mang quà tặng vào ngày 6 tháng 12. Điều này khác nhau và ở một số gia đình, Saint Nicholas mang quà cả vào ngày 6 và Giáng sinh.

### Bữa sáng Giáng sinh
Ngày Giáng sinh là một ngày lễ quốc gia ở Ba Lan và hầu hết người Ba Lan dành cả ngày với gia đình. Sau Wigilia có thêm hai ngày lễ kỷ niệm. Bữa sáng Giáng sinh thường bao gồm trứng cuộn, thịt nguội ăn kèm với nước sốt cải ngựa, cá hồi hun khói hoặc chiên, salad ướp, và bánh, đặc biệt là pierniki Toruńskie (bánh gừng), bánh kem và bánh quy trang trí.